# Verner Lička
Verner Lička, auch Werner Lička (* 15. September 1954 in Hlučín), ist ein ehemaliger tschechischer Fußballspieler und derzeitiger Trainer.

## Spielerkarriere
Verner Lička spielte in seiner Jugend für Sokol Hlučín. 1973 wechselte der Stürmer zu Ostroj Opava, ging aber nur kurze Zeit später zu Dukla Tachov, um dort seinen Wehrdienst abzuleisten. 1975 kehrte er nach Opava zurück, wechselte aber bald zu Baník Ostrava, wo er den Großteil seiner Karriere verbrachte und drei Mal die tschechoslowakische Meisterschaft sowie ein Mal den nationalen Pokal gewann. Nach 255 Spielen und 103 Toren wechselte Lička 1986 zum französischen Verein FC Grenoble. Nach nur einer Saison zog er weiter zum belgischen Klub Berchem Sport. 1989 spielte er kurzzeitig für Germinal Ekeren, anschließend zwei Jahre für Calais RUFC. Nach der Saison 1991/92 bei Olympique Grande-Synthe beendete Lička seine aktive Laufbahn.

### Nationalmannschaft
Für die Tschechoslowakische Fußballnationalmannschaft absolvierte Lička neun Spiele, in denen er ein Tor erzielte. Er gehörte sowohl dem Kader für die Olympischen Sommerspiele 1980 in Moskau an, bei dem die Tschechoslowakische Mannschaft Gold gewann, als auch dem zur Europameisterschaft 1980, bei der die Tschechoslowaken Dritter wurde.

### Erfolge
Mannschaft:
- Tschechoslowakischer Meister: 1976, 1980 und 1981
- Tschechoslowakischer Pokalsieger:1979
- Tschechischer Pokalsieger: 1978 und 1979
- Goldmedaillengewinner Olympia 1980
- Bronze EM 1980

Individuell:
- Torschützenkönig 1. Liga Tschechoslowakei: 1980 und 1984
- Mitglied im Klub ligových kanonýrů (Tschechische Spieler mit mehr als 100 Erstligatoren)

## Trainerkarriere
Seine Trainerlaufbahn begann Lička als Assistent bei Baník Ostrava in der Saison 1992/93. 1993/94 und 1994/95 saß er bei Baník als Cheftrainer auf der Bank. 1995/96 trainierte er den FC Zlín. 1996/97 war er Sportlicher Leiter bei Baník Ostrava, von 1997 bis 2000 wieder hauptverantwortlicher Trainer. Von 1993 bis 1998 war Lička zusätzlich Trainerassistent bei der Tschechischen Nationalmannschaft.
Anschließend trainierte er die Mannschaft des Katar Sport Club. Im Mai 2001 übernahm er für einige Spiele wieder das Traineramt bei Baník Ostrava, ehe er zu Polonia Warschau ging. Mitte 2002 übernahm Lička die Tschechische U21-Auswahl, die er bis Dezember 2004 betreute. Im April 2004 unterschrieb er bei Górnik Zabrze, im Dezember 2004 wechselte er auf die Bank von Wisła Krakau. Zur Saison 2006/07 übernahm er Dyskobolia Grodzisk. Im November 2006 wurde er wieder entlassen. Im Jahr 2007 wechselte er ins Management von Baník Ostrava, wo er später zweimal als Interimstrainer eingesetzt wurde.

### Stationen
- 1992/93 Baník Ostrava (Assistent)
- 1993/94 Baník Ostrava
- 1994/95 Baník Ostrava (bis 22. Spieltag)
- 1995/96 FC Zlín
- 1996/97 Baník Ostrava (Sportlicher Leiter)
- 1997/98 Baník Ostrava
- 1998/99 Baník Ostrava
- 1999/00 Baník Ostrava (bis März 2000), Katar Sport Club (ab April 2000)
- 2000/01 Banik Ostrava (ab Mai 2001)
- 2001/02 Polonia Warschau (bis Mai 2002), Tschechien U21 (ab Mai 2002)
- 2002/03 Tschechien U21 (bis Dezember 2003)
- 2003/04 Górnik Zabrze (ab April 2004)
- 2004/05 Górnik Zabrze (bis Dezember 2004), Wisla Krakau (ab Dezember 2004)
- 2005/06 Dyskobolia Grodzisk (ab Oktober 2005)
- 2006/07 Dyskobolia Grodzisk